# Letiště Tbilisi
Mezinárodní letiště Tbilisi (IATA: TBS, ICAO: UGTB, gruzínsky: თბილისის საერთაშორისო აეროპორტი) je hlavní mezinárodní letiště v Gruzii, leží na území hlavního města Tbilisi, 17 km jihovýchodně od centra.

## Historie

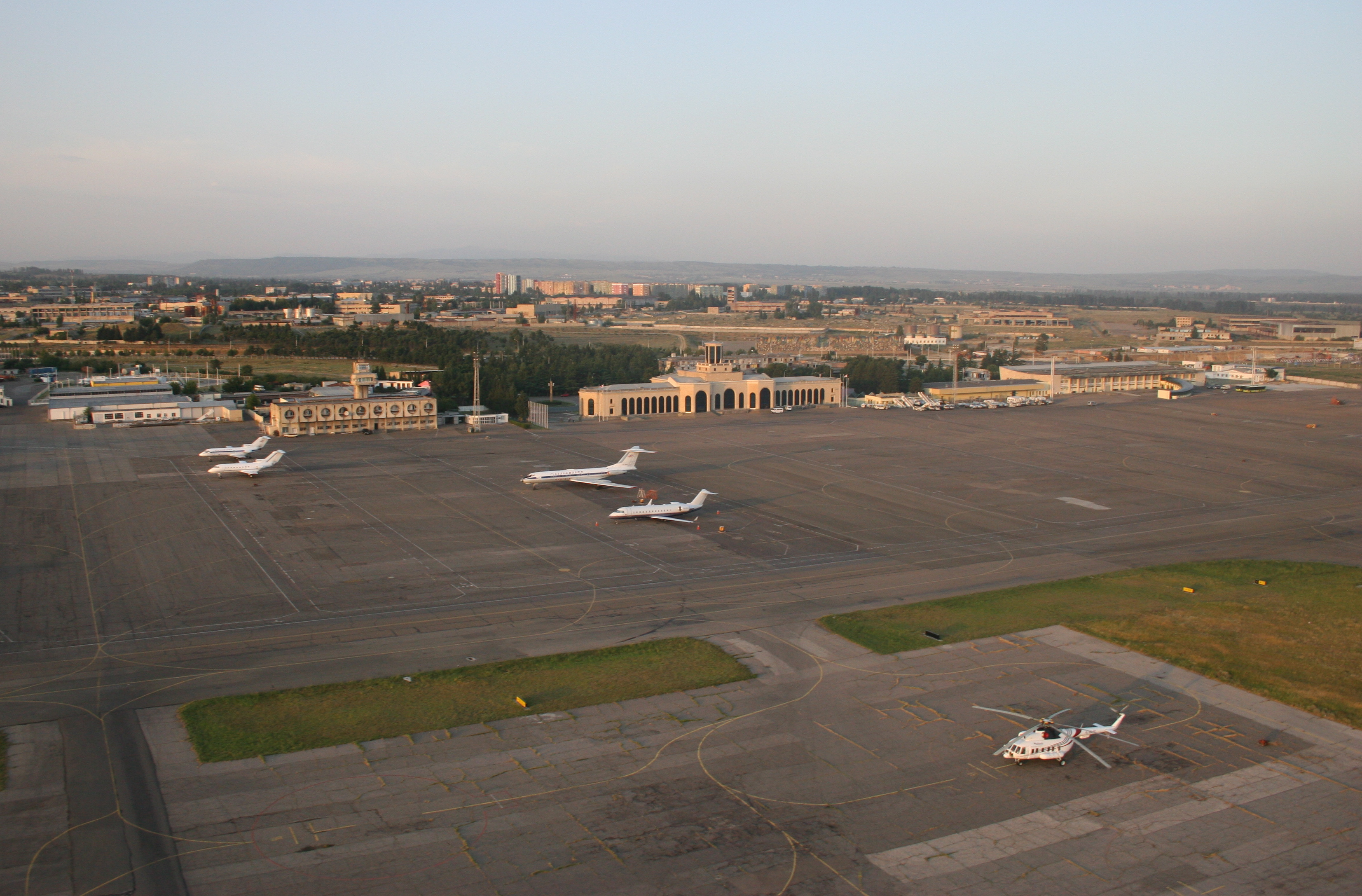
Staré letiště

První terminál pro cestující zde byl otevřen v roce 1952 podle návrhu architekta V. Beridze ve stalinistickém stylu (dnes se tato část nazývá Staré letiště). Nový terminál byl dokončen v roce 1990.
V roce 1981 se letiště Tbilisi stalo dvanáctým nejvytíženějším v Sovětském svazu (přepravilo 1 478 000 cestujících). Počet přepravených pasažérů se v následujících letech ale snižoval a v roce 1998 počet cestujících klesl na 230 000.

### Rekonstrukce
V únoru 2007 byl dokončen velký rekonstrukční projekt, jež zahrnoval výstavbu nového mezinárodního terminálu, parkoviště, zlepšení celkového vzhledu, renovaci pojezdových drah a hlavní vzletové a přistávací dráhy, dále pak pořízení odbavovacích zařízení a další.
Bylo otevřeno železniční spojení s centrem města (6 vlaků denně v každém směru). S Tbilisi dále letiště spojuje silnice George W. Bush Avenue. Letiště se po rekonstrukci stalo produktem moderního a funkčního designu a může se pyšnit špičkovou technologií. Má schopnost snadno usnadnit budoucí rozvoj bez přerušení provozu terminálu. Celkové náklady na projekt byly 90,5 milionů amerických dolarů. Kapacita nové odbavovací haly je 2,8 milionu cestujících za rok.

## Letecké společnosti a destinace

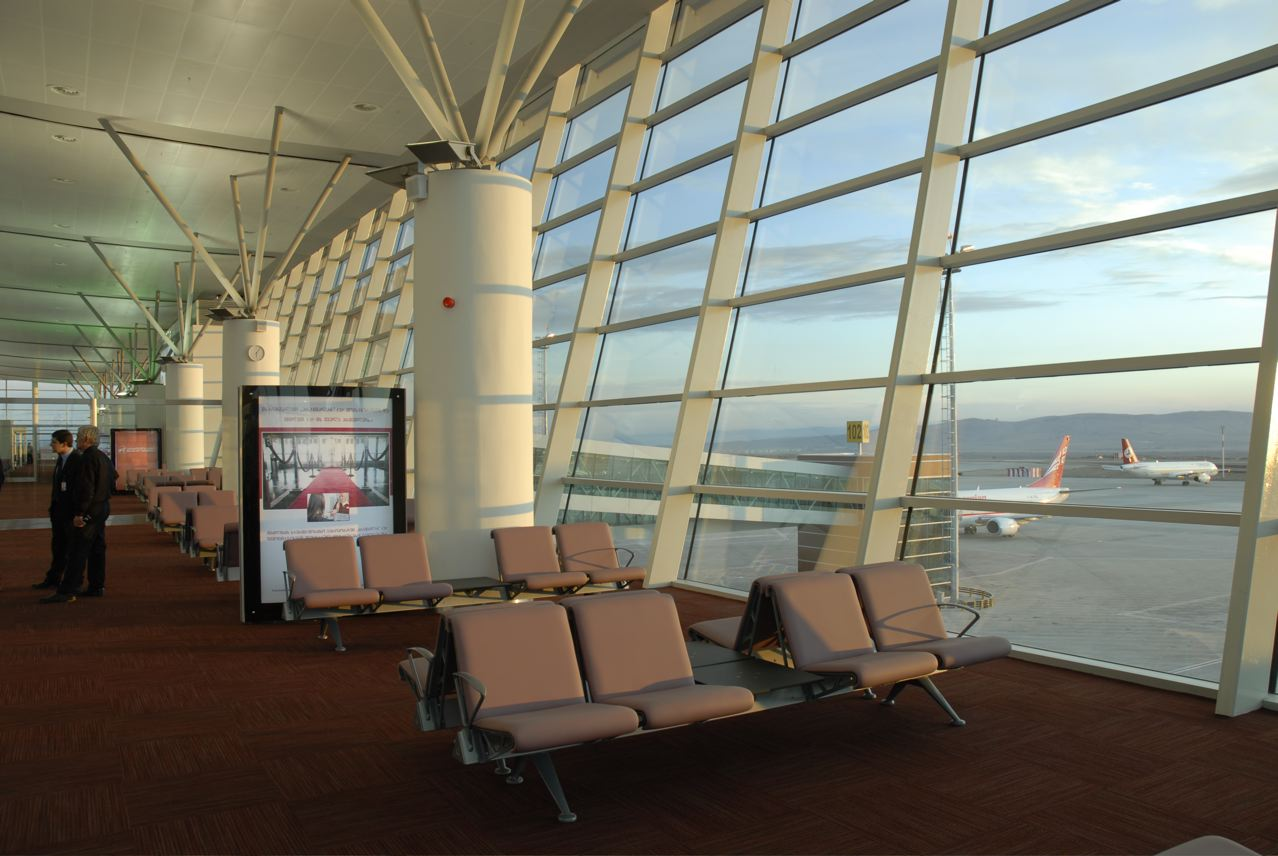
Odletová hala nového terminálu

### Pravidelné linky
[kdy?][zdroj?]
| Letecká společnost             | Destinace                                                                                            |
| ------------------------------ | --- |
| Aegean Airlines                | Athény                                                                                               |
| Air Arabia                     | Šardžá                                                                                               |
| Air Astana                     | Almaty, Astana                                                                                       |
| airBaltic                      | Riga                                                                                                 |
| Air Cairo                      | Šarm aš-Šajch                                                                                        |
| Air France                     | Paříž                                                                                                |
| Ak Air Georgia                 | Batumi                                                                                               |
| Azerbaijan Airlines            | Baku                                                                                                 |
| Belavia                        | Minsk                                                                                                |
| Buta Airways                   | Baku                                                                                                 |
| China Southern Airlines        | Peking, Urumči                                                                                       |
| El Al Airlines                 | Tel Aviv                                                                                             |
| Fly Dubai                      | Dubaj                                                                                                |
| Georgian Airways               | Amsterdam, Kyjev, Paříž, Tel Aviv, Brusel, Praha, Vídeň, Jerevan, Berlín, Bologna, Barcelona, Londýn |
| Gulf Air                       | Baku, Bahrajn                                                                                        |
| Jazeera Airways                | Kuvajt                                                                                               |
| LOT Polish Airlines            | Varšava                                                                                              |
| Lufthansa                      | Mnichov                                                                                              |
| My Way                         | Tel Aviv                                                                                             |
| Pegasus Airlines               | Istanbul-Sabina Gökçen                                                                               |
| Qatar Airways                  | Dauhá                                                                                                |
| Qeshm Air                      | Teherán                                                                                              |
| Ryanair                        | Milán                                                                                                |
| SCAT                           | Aktau                                                                                                |
| SkyUP Airlines                 | Kyjev                                                                                                |
| Taban Airlines                 | Teherán                                                                                              |
| Tarom Airlines                 | Bukurešť                                                                                             |
| Turkish Airlines               | Istanbul-Atatürk, Ankara                                                                             |
| Ukraine International Airlines | Kyjev                                                                                                |
| Uzbekistan Airways             | Taškent                                                                                              |

### Nákladní linky
| Letecká společnost | Destinace                                                                          |
| ------------------ | ---------------------------------------------------------------------------------- |
| Cargolux           | Lucemburk                                                                          |
| Coyne Airways      | Aktau, Ašchabad, Atyrau, Baku, Jerevan, Kolín / Bonn, Londýn-Stansted, Türkmenbaşy |